# Rudnja (Browary)
Rudnja (ukrainisch und russisch Рудня) ist ein Dorf in der ukrainischen Oblast Kiew mit etwa 2200 Einwohnern.

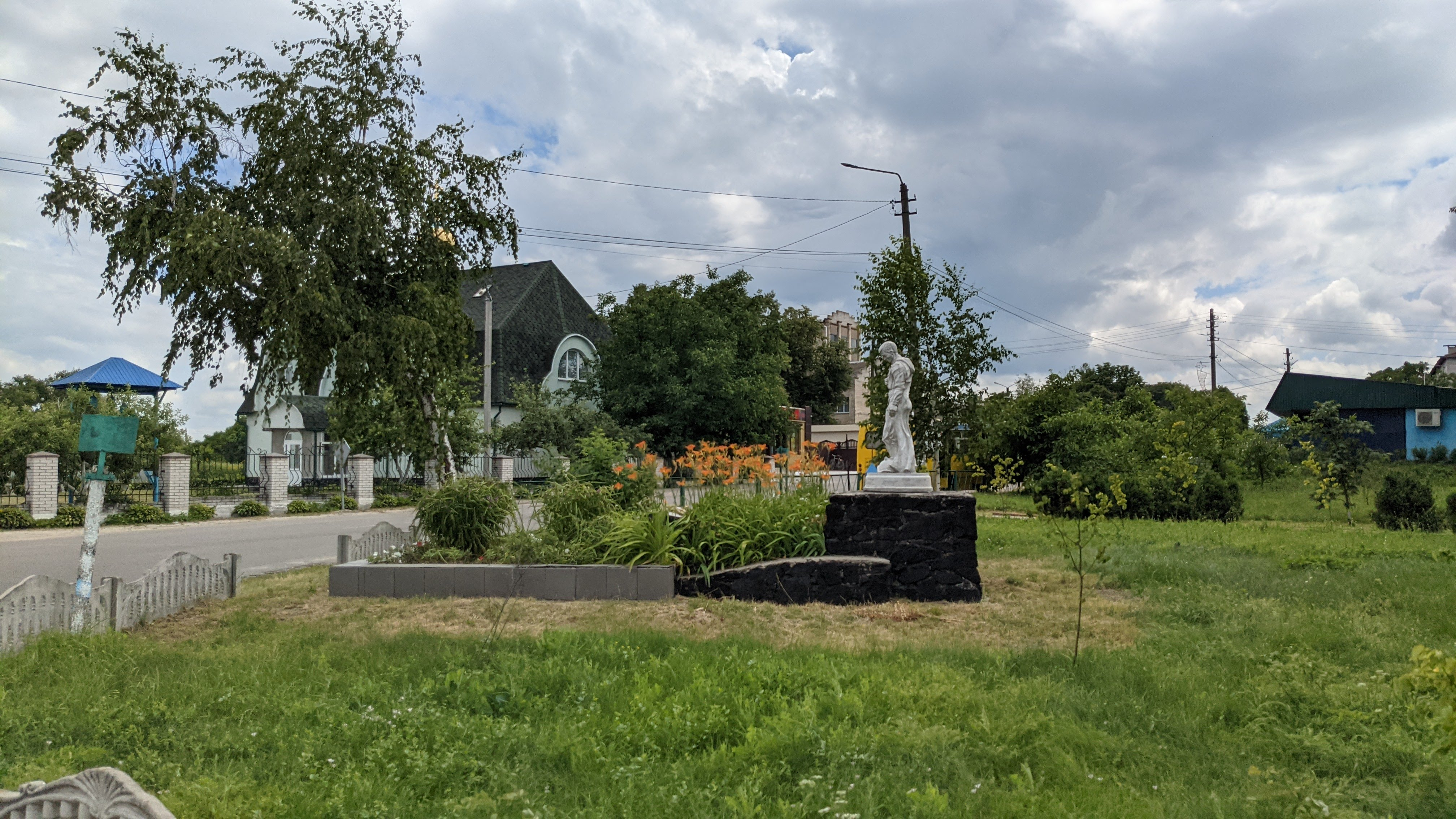
Denkmal im Ort

Das 1628 gegründete Dorf ist die einzige Ortschaft der gleichnamigen Landratsgemeinde im Norden des Rajon Browary und liegt 52 km nordöstlich des Stadtzentrums von Kiew und 28 km nordöstlich vom Rajonzentrum Browary an der Territorialstraße T–10–04.
Am 3. August 2017 wurde das Dorf ein Teil der neugegründeten Siedlungsgemeinde Welyka Dymerka, bis dahin bildete es die gleichnamige Landratsgemeinde Rudnja (Руднянська сільська рада/Rudnjanska silska rada) im Nordosten des Rajons Browary.